# Misr Lel-Makkasa SC
Misr Lel-Makkasa Sporting Club (ar. نادي حرس الحدود الرياضي) – egipski klub piłkarski grający w pierwszej lidze, mający siedzibę w mieście Fajum.

## Historia
Klub został założony w 1937 roku. W 2010 roku po raz pierwszy w historii klub awansował do pierwszej ligi egipskiej, zajmując wówczas 1. miejsce w grupie 1 drugiej ligi.

## Występy w afrykańskich pucharach
| Sezon | Rozgrywki           | Runda    | Kraj                          | Klub             | Dom | Wyjazd | Dwumecz |
| ----- | ------------------- | -------- | ----------------------------- | ---------------- | --- | ------ | ------- |
| 2016  | Puchar Konfederacji | wstępna  | Etiopia                       | Defence Force SC | 3–0 | 3–1    | 6–1     |
| 2016  | Puchar Konfederacji | 1        | Demokratyczna Republika Konga | CS Don Bosco     | 3–1 | 0–1    | 3–2     |
| 2016  | Puchar Konfederacji | 2        | Algieria                      | CS Constantine   | 3–1 | 0–1    | 3–2     |
| 2016  | Puchar Konfederacji | play-off | Libia                         | Al-Ahly Trypolis | 1–1 | 0–0    | 1–1     |
| 2018  | Puchar Konfederacji | wstępna  | Senegal                       | Génération Foot  | 0–0 | 0–2    | 0–2     |

## Stadion
Domowe mecze klub rozgrywa na stadionie o nazwie Istad Al-Fajjum w 
Fajum, który może pomieścić 20000 widzów.

## Reprezentanci kraju grający w klubie
Stan na styczeń 2023.
| - Ayman Abdelaziz - Ahmed Abdel-Aziz - Ahmed Abdel-Ghani - Ahmed Abdel-Raouf - Ahmed Abdel-Zaher - Salah Amin - Salah Ashour - Ahmed Daouda - Moaz El-Henawy - Abdel-Wahed El-Sayed - Ahmad El-Sayed - Hussein El-Sayed - Hussein El-Shahat - Ali Fathi - Islam Gaber - Osama Galal - Mahmoud Hamada - Al-Sayed Hamdy - Hussein Hamdy - Marwan Hamdy - Gamal Hamza - Hossam Hassan - Sherif Hazem - Ayman Hefny - Osama Hosny - Mohamed Ibrahim | - Ahmed Khairy - Ahmed Magdy - Karim Mamdouh - Amr Marey - Amir Amzy Megahed - Ragab Nabil - Sabri Raheel - Ahmed Said - Hany Said - Ahmad Sami - Mohamed Sobhy - Hamada Tolba - Mahmoud Wahid - Ahmed Yassin - Eric Traoré - Shimelis Bekele - John Antwi - Kofi Nti Boakye - John Avire - Tarik El Taib - Muftah Taktak - Paulin Voavy - Ramzi Saleh - Kévin Muhire - Issam Merdassi - Khalid Aucho |